# Solberga socken, Bohuslän
Solberga socken i Bohuslän ingick i Inlands Nordre härad, ingår sedan 1971 i Kungälvs kommun och motsvarar från 2016 Solberga distrikt.
Socknens areal är 58,42 kvadratkilometer varav 58,01 land. År 2000 fanns här 3 661 invånare. Tätorter i socknen är Kode samt södra delen av Aröd och Timmervik. Här ligger även småorterna Ingetorp och Tolleröd, Rörtången, Skåra, Åsebyberg och Mellefred, Ödsmåls mosse samt Solberga med sockenkyrkan Solberga kyrka.   

## Administrativ historik
Solberga socken har medeltida ursprung.
Vid kommunreformen 1862 övergick socknens ansvar för de kyrkliga frågorna till Solberga församling och för de borgerliga frågorna bildades Solberga landskommun. Landskommunen inkorporerades 1952 i Kode landskommun som upplöstes 1971 då denna del uppgick i Kungälvs kommun.
1 januari 2016 inrättades distriktet Solberga, med samma omfattning som församlingen hade 1999/2000.  
Socknen har tillhört län, fögderier, tingslag och domsagor enligt vad som beskrivs i artikeln Inlands Nordre härad. De indelta soldaterna tillhörde Bohusläns regemente, Livkompaniet och de indelta båtsmännen tillhörde 2:a Bohusläns båtsmanskompani.

## Geografi och natur
Solberga socken ligger nordväst om Kungälv med Hakefjorden i väster och omfattar också skärgård med öar som Lövön och Brattön. Socknen består av odlingsbygd vid fjorden och klippiga öar med höjder som vid Blåkullen på Brattön når 133 meter över havet.
Socknens båda naturreservat, Brattön och Ödsmåls kile, ingår i EU-nätverket Natura 2000.

## Fornlämningar
Flera boplatser och tre hällkistor från stenåldern har påträffats. Från bronsåldern finns flera gravrösen, skålgropsförekomster och några hällristningar. Från järnåldern finns ett 20 gravfält och fyra fornborgar.

## Befolkningsutveckling
Befolkningen ökade från 1 714 år 1810 till 2 642 år 1860 varefter den sjönk till 1 449 år 1960 då den var som minst under 1900-talet. Därefter vände folkmängden uppåt igen till 3 382 år 1990.

## Namnet
Namnet skrevs 1320 Solbergha och kommer från byn med samma namn, med betydelsen 'det solbelysta berget' syftande på en höjd, tidigare tingsplats.